# Alonnah
Alonnah är en ort i Australien. Den ligger i kommunen Kingborough och delstaten Tasmanien, i den sydöstra delen av landet, omkring 49 kilometer söder om delstatshuvudstaden Hobart.
Runt Alonnah är det mycket glesbefolkat, med 5 invånare per kvadratkilometer.. Närmaste större samhälle är Dover, omkring 19 kilometer väster om Alonnah. 
Genomsnittlig årsnederbörd är 920 millimeter. Den regnigaste månaden är juli, med i genomsnitt 114 mm nederbörd, och den torraste är februari, med 49 mm nederbörd.